# The Electric State
The Electric State ist ein US-amerikanischer Spielfilm aus dem Jahr 2025 mit Millie Bobby Brown, Chris Pratt und Ke Huy Quan, der unter der Regie von Anthony und Joe Russo entstand. Das Drehbuch von Christopher Markus und Stephen McFeely basiert auf dem gleichnamigen Bilderroman von Simon Stålenhag.

## Handlung
Im alternativen Jahr 1990 versetzte ein Krieg zwischen Menschen und Robotern die Welt an den Rand der Verwüstung. Mit Hilfe des Sentre-CEO Ethan Skate wurde die Neurocaster-Technologie entwickelt, die es Menschen ermöglichte, mithilfe ihrer Gedanken Drohnen zu steuern. So gelang es der Menschheit, den Krieg letztlich zu gewinnen, während  die überlebenden Roboter in die sogenannte Exklusions-Zone verbannt wurden. Doch der Erfolg der Neurocaster-Technologie setzte sich fort, und bald schon führte ein Großteil der Menschen ein virtuelles Leben, während die Drohnen die meiste Arbeit erledigten.
1994 lebt die Waise Michelle bei ihrem Pflegevater Ted, der ebenfalls von der Neurocaster-Technologie abhängig ist und sie nur als Störfaktor betrachtet. Nachdem sie sich weigert, die Neurocaster-Technologie in der Schule zu nutzen, wurde Michelle zum Direktor geschickt. Dort erklärt sie, dass ihre Eltern und ihr Bruder bei einem Autounfall ums Leben gekommen sind. Michelle begegnet dem klobigen Bot Cosmo, der der einst beliebten, gleichnamigen Zeichentrickfigur nachempfunden ist, und der behauptet, ihr verstorbener jüngerer Bruder Christopher zu sein, der als Wunderkind galt. Als sie Hinweise entdeckt, die darauf hindeuten, dass er noch am Leben sein könnte, machen sie und Cosmo sich auf die Suche nach ihm durch eine dystopische Landschaft.
Unterwegs begegneten sie Keats, einem ehemaligen Soldaten mit einer komplexen Vergangenheit, und Herman, einem empfindungsfähigen Roboter. Gemeinsam trafen sie in der Exklusions-Zone auf die Roboter unter der Führung von Mr. Peanut. Bald schon führt sie ihre Reise zu Dr. Amherst und erfahren mehr über die dunkle Wahrheit von Sentre. Es stellt sich heraus, dass Christopher von Skate entführt wurde. Christophers außergewöhnlichen Intellekt und sein Bewusstsein legten den Grundstein für Sentres Neurocaster-Technologie, in die er integriert wurde. Diese Technologie verschaffte den Menschen im Krieg gegen die Roboter einen Vorteil.
Entschlossen, ihren Bruder zu retten, infiltriert Michelle mit Hilfe von Keats und Herman Sentres Hauptquartier. Sie findet Christopher im Koma vor, sein Bewusstsein ist im Neurocaster-System gefangen. Bei einem ergreifenden Wiedersehen in der virtuellen Welt äußert Christopher seinen Wunsch, aus seiner ausgebeuteten Existenz befreit zu werden. Michelle respektiert seinen Wunsch und trennt ihn von der Verbindung, was zu seinem Tod führt. Sein Tod führt zur Einstellung von Sentres Drohnenoperationen, wodurch Skates Kontrolle und die Nutzung der Neurocaster-Technologie endgültig beendet werden. Skate wird daraufhin verhaftet, und die Welt beginnt, sich nach den Zerstörungen durch Krieg und Unternehmensgier wieder aufzubauen.
Der Film endet mit einem subtilen Hinweis darauf, dass ein Teil von Christophers Bewusstsein möglicherweise noch in Cosmo lebt, wie eine reflektierende Aufnahme in der Schlussszene andeutet.

## Besetzung und Synchronisation
Die deutschsprachige Synchronisation übernahm die Interopa Film. Dialogregie führte Christian Schneider, der auch das Dialogbuch schrieb.
| Rolle                  | Darsteller/ Originalsprecher | Synchronsprecher     |
| ---------------------- | ---------------------------- | -------------------- |
| John D. Keats          | Chris Pratt                  | Leonhard Mahlich     |
| Michelle Greene        | Millie Bobby Brown           | Carlotta Pahl        |
| Ben Alcott             | Michael Trucco               | Boris Tessmann       |
| Christopher Greene     | Woody Norman                 | Jaron Müller-Schuch  |
| Col. Marshall Bradbury | Giancarlo Esposito           | Oliver Siebeck       |
| Corp. Carson           | Camrus Johnson               | Florian Clyde        |
| Dr. Amherst / P.C.     | Ke Huy Quan                  | Jan Makino           |
| Elena Skate            | Antoinette LaVecchia         | Denise Gorzelanny    |
| Ethan Skate            | Stanley Tucci                | Lutz Mackensy        |
| Interviewer            | Joe Russo                    | Marco Kröger         |
| Miles Watlow           | Rahul Kohli                  | Peter Lontzek        |
| Ms. Sablinsky          | Marin Hinkle                 | Christin Marquitan   |
| Präsident Bill Clinton | Joe Avena                    | Johannes Berenz      |
| Ted / Wingman          | Jason Alexander              | Michael Iwannek      |
| Madeline Vance         | Holly Hunter                 | Cornelia Meinhardt   |
| Clem                   | Jordan Black (Stimme)        | Maik Rogge           |
| Cosmo                  | Alan Tudyk (Stimme)          | Marcel Collé         |
| Herman                 | Anthony Mackie (Stimme)      | Jannik Endemann      |
| Mr. Peanut             | Woody Harrelson (Stimme)     | Hanns-Jörg Krumpholz |
| Penny Pal              | Jenny Slate (Stimme)         | Daniela Reidies      |
| Perplexo               | Hank Azaria (Stimme)         | Klaus-Peter Grap     |
| Popfly                 | Brian Cox (Stimme)           | Marko Bräutigam      |
| Wolfe                  | Colman Domingo (Stimme)      | Falilou Seck         |

## Produktion
Der Film wurde von AGBO und Skybound Entertainment produziert, als Produzenten fungierten Chris Castaldi, Mike Larocca, Patrick Newall, Anthony und Joe Russo und Angela Russo-Otstot.
Die Dreharbeiten fanden ab Oktober 2022 in Atlanta im US-Bundesstaat Georgia statt und wurden Anfang November 2022 nach einem tödlichen Autounfall eines Team-Mitgliedes abseits der Dreharbeiten unterbrochen. Abschluss der Dreharbeiten war am 7. Februar 2023.
2017 erwarben Anthony und Joe Russo die Rechte für die Vorlage von Simon Stålenhag. Ursprünglich sollte die Produktion im Vertrieb von Universal Pictures veröffentlicht werden, 2022 übernahm Netflix die Rechte. Das Budget betrug rund 320 Millionen US-Dollar. In den USA erhielt der Film ein PG-13-Rating.
Die Kamera führte Stephen F. Windon, die Musik schrieb Alan Silvestri, die Montage verantwortete Jeffrey Ford und das Casting Sarah Finn. Das Szenenbild gestalteten Dennis Gassner und Richard L. Johnson und das Kostümbild Judianna Makovsky. Für die Rolle von Dr. Amherst war ursprünglich Michelle Yeoh vorgesehen, aufgrund von Terminproblemen stieg sie aus dem Projekt aus.

## Veröffentlichung
Premiere war am 24. Februar 2025 in Los Angeles im The Egyptian.
Die Veröffentlichung auf Netflix war am 14. März 2025. Als Prequel zum Film entwickelte Netflix das Handyspiel The Electric State: Kid Cosmo.

## Rezeption

### Kritiken
Oliver Kaever vom  Spiegel  kritisierte den Film als „schlechte Spielberg-Kopie“. Den Russo-Brüdern gelinge es nicht, die Vorlage von Simon Stålenhag mit Leben zu füllen, bei ihnen blieben die Blechkameraden bestenfalls schön anzusehende Staffage.
Markus Trutt von Filmstarts vergab  2,5 von 5 Sternen. Fantastische Animationen und eine lebendige Robo-Welt könnten nicht über die uninspirierte Story und die an Höhepunkten arme Inszenierung hinwegtäuschen. Angesichts des Rekord-Budgets hätte hier mehr drin sein müssen.
Dani Maurer von OutNow (3 von 6 Sterne) meinte, dass die Produktion zumindest fürs Auge über einen großen Teil der Laufzeit angenehm Spaß mache, schaffe aber die Stufe zum überragenden Sci-Fi-Abenteuer dann doch nicht. Dafür sei die Geschichte zu wenig intensiv, die Roboter wirkten austauschbar und die Auflösung sei zu zäh und unspektakulär geraten.
Ilija Glavas von Kinomeister (5 von 10 Punkte) befand, dass The Electric State viel von der Tiefgründigkeit, der Düsternis und der Grundidee der Buchvorlage verliere, aber als leicht zugängliches, visuell ansprechendes Sci-Fi-Abenteuer genug Unterhaltungswert biete. Alles in allem biete die Mischung aus retro-futuristischem Charme, Effekten und Actionspaß Durchschnittskost.

### Abrufe
Laut Marktforschungsunternehmen Nielsen verzeichnete der Film im ersten Halbjahr 2025 insgesamt 3,3 Milliarden Streaming-Minuten und lag damit unter den erfolgreichsten Filmen im Streaming-Bereich auf Platz sieben. Nach Angaben von Netflix war der Film in der ersten Hälfte des Jahres 2025 auf Platz 7 der meistgesehenen Filme mit 74,2 Millionen Views.

## Auszeichnungen und Nominierungen
Nickelodeon Kids’ Choice Awards 2025
- Nominierung in der Kategorie Lieblings-Film-Schauspieler (Chris Pratt)
- Nominierung in der Kategorie Lieblings-Film-Schauspielerin (Millie Bobby Brown)